# ديفيد بيسكونتي
دايفيد بيسكونتي (بالإسبانية: David Bisconti)‏ لاعب كرة قدم أرجنتيني معتزل. ولد في روساريو عام 1968 لعب للعديد من الاندية الأرجنتينية من ابرزها نادي روزاريو سنترال واحترف اللعب في الدوري الياباني مع نادي يوكوهاما مارينوس قبل ان ينتقل إلى الدوري التشلياني للعب في صفوف نادي ديبورتيفو يونيفرسيداد كاتوليكا ثم انتقل إلى الدوري الأسباني ولعب لـ نادي بطليوس الأسباني، وعاد إلى الدوري الياباني ولعب لنادي أفيسبا فوكوكا ثم انتقل إلى نادي ساغان توسو. أما دوليا فلم يلعب بيسكونتي سوى 5 مباريات مع منتخب بلاده، كانت اغلبها مباريات ودية .

## روابط خارجية
- ديفيد بيسكونتي على موقع رابطة كرة القدم اليابانية للمحترفين (اليابانية)
- ديفيد بيسكونتي على موقع قاعدة بيانات كرة القدم.إي يو (الإنجليزية)
- ديفيد بيسكونتي على موقع ناشيونال فوتبول تيمز (الإنجليزية)
- ديفيد بيسكونتي على موقع Soccerway.com (الإنجليزية)
- ديفيد بيسكونتي على موقع عالم كرة القدم.نت (الإنجليزية)